# Virginia Lee Corbin
Virginia Lee Corbin (5 de diciembre de 1910– 4 de junio de 1942) fue una actriz estadounidense de cine mudo. Corbin comenzó su carrera como actriz infantil en 1916, cuando fue anunciada como Baby Virginia Corbin, y se convirtió en una flapper juvenil en la década de 1920. Ella era una de las muchas estrellas silenciosas que no llegarían a la era del sonido, ya que se retiró de la actuación a principios de la década de 1930.
Se casó con el corredor de bolsa de Chicago, Theodore Krol en 1929 y tuvieron dos hijos, Phillip y Robert. Se divorciaron en 1937 y poco después se casó con otro corredor de bolsa de Chicago, Charles Jacobson.
Lee Corbin murió a los 31 años de tuberculosis.